# Holzmatt
Der Holzmatt (Ruisseau le Holzmatt) ist ein rechter Zufluss des Bieberbachs (im Unterlauf Halbmuhlbach), der seinerseits in die Sauer entwässert, im Département Bas-Rhin in der Region Grand Est.

## Verlauf
Der Ruisseau le Holzmatt entspringt auf einer Höhe von etwa 219 m in den Nordvogesen in einem Waldgelände im Niederwald südwestlich von Wœrth.
Er fließt zunächst in südlicher Richtung etwa 300 m durch den Wald und wird dann auf seiner rechten Seite von einem Waldbächlein gespeist. Der Ruisseau le Holzmatt wendet sich nun  nach Osten, unterquert die D27 und mündet  schließlich südwestlich von Oberdorf-Spachbach auf einer Höhe von etwa 163 m von rechts in den Bieberbach.